# Benjamin Vomáčka
Benjamin Vomáčka (* 27. červen 1978, Liberec) je bývalý český fotbalový obránce. Mimo ČR hrál na Slovensku, kde v sezónách 2003/04 a 2006/07 získal s MŠK Žilina 2 ligové tituly. Současný trenér FK Jablonec B a šéf trenér-mládeže.

## Klubová kariéra
Svoji kariéru začal v klubu FC Slovan Liberec. První ligový start si Vomáčka připsal v roce 1997, kdy v 19 letech poprvé nastoupil za první mužstvo. V roce 1999 přestoupil do pražských Bohemians. Po dvou letech odešel do Plzně. Poté zamířil do Slovanu Bratislava, který se pro něj stal prvním zahraničním angažmá. Následně v letech 2009-2011 v Žilině. Za mužstvo nastoupil ve 2. předkole Ligy mistrů UEFA proti Slavii a v odvetném utkání na Strahově neproměnil pokutový kop v penaltovém rozstřelu. To znamenalo vyřazení Žiliny z LM. V létě 2009 přestoupil právě do Slavie. V ní ze začátku nastupoval pravidelně, následně ho však zabrzdila zranění a pod trenérem Petroušem se do sestavy příliš nedostával. Po skončení sezony 2010/2011 mu bylo svoleno hledat si nové působiště. V létě roku 2011 jej z volného trhu angažoval nizozemský prvoligový celek De Graafschap. Vomáčka ale neuspěl ve zdravotní prohlídce a vrátil se do Slávie. Ve stejném roce šel na hostování do ostravského Baníku, které se později změnilo v přestup. V novém ročníku 2013/2014 ho po zranění vystřídal dvacetiletý Jan Baránek, který si svými výkony zajistil základní sestavu. Vomáčka tedy nastupoval zřídka, převážně jako střídající hráč a 9. listopadu 2013 klub oznámil, že si musí hledat jiné angažmá. V lednu 2014 odešel na hostování do FK Fotbal Třinec. Před ročníkem 2014/15 fotbalista do mužstva přestoupil. V prosinci 2015 Vomáčka oznámil, že se do zimní přípravy s mužstvem již nezapojí a ukončí aktivní kariéru. V třineckém klubu však zůstane a bude zastávat manažerskou pozici.

## Reprezentační kariéra
Vomáčka má na svém kontě jeden start za českou mládežnickou reprezentaci do 16 let proti výběru Bavorska (3. 5. 1994, výhra 3:1).